# Um Inimigo do Povo
Um Inimigo do Povo (em norueguês: En folkefiende) é uma peça de teatro escrita pelo dramaturgo norueguês Henrik Ibsen em 1882, e apresentada pela primeira vez no Teatro Nacional de Oslo em janeiro de 1883. Pertence à fase realista de Ibsen, e teve boa aceitação desde a sua primeira apresentação.

## Dados gerais e enredo
Henrik Ibsen (1828-1906), dramaturgo norueguês, é considerado um dos principais autores do chamado drama realista moderno. Um Inimigo do Povo retrata o conflito existente entre o individual e o coletivo, mostrando de que forma a população de uma pequena cidade-balneário da Noruega transforma o médico local de cidadão honrado em um inimigo do povo por conta de suas convicções a respeito da qualidade das águas que serviam os banhos públicos, fonte de riqueza para toda a cidade.

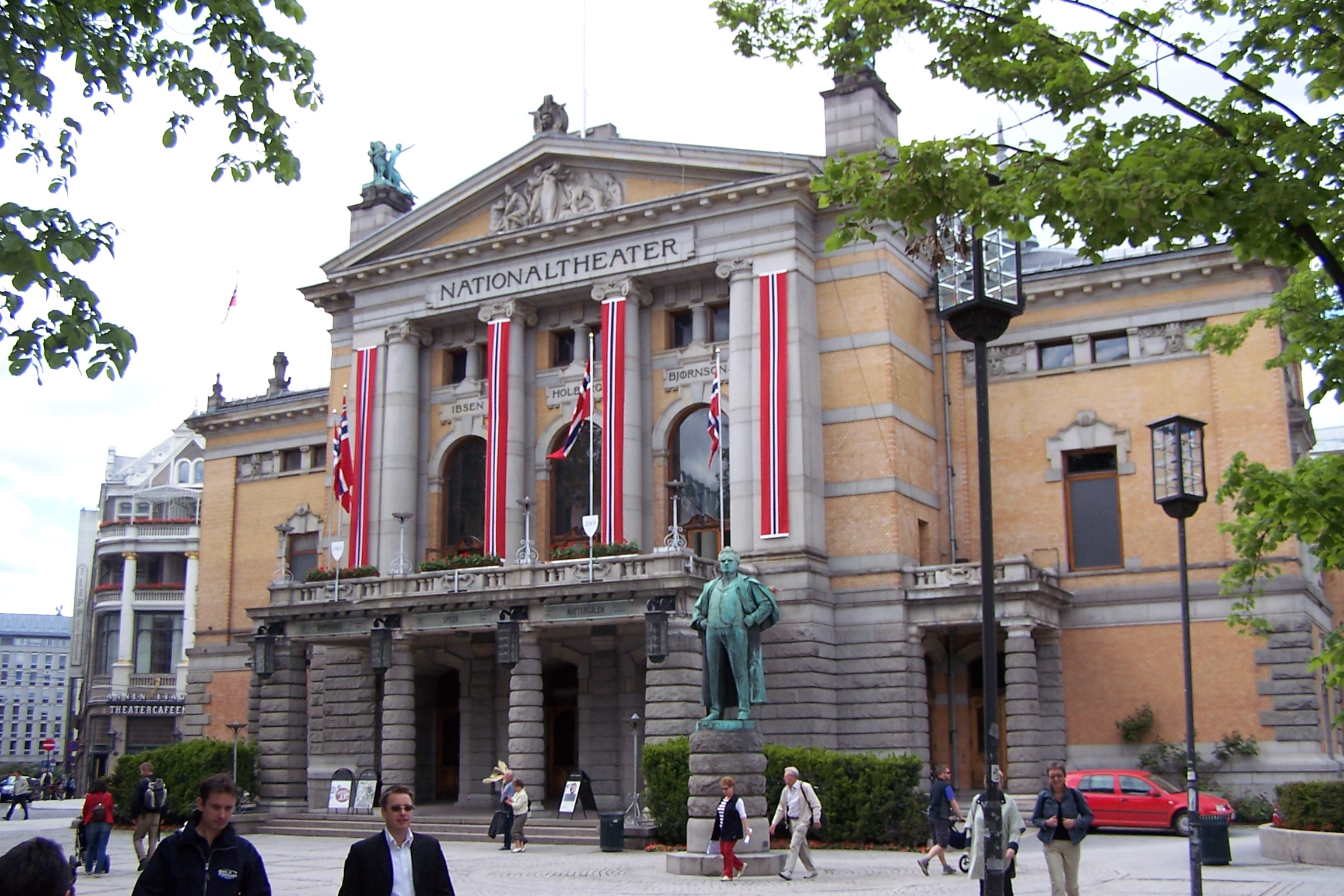
Teatro Nacional de Oslo, onde a peça "Um inimigo do povo" foi representada pela primeira vez

A história passa-se numa cidade do interior da Noruega cuja maior fonte de renda advém de sua Estação Balneária. O Dr. Stockmann inquieta-se com as doenças que turistas e concidadãos apresentam e resolve investigar a água da cidade. Para sua surpresa, apercebe-se que a água está poluída, aparentemente devido a lançamentos de lixívia contendo impurezas dos curtumes da cidade. Homem da ciência, sente-se no dever de levar a verdade ao povo, mas a sua denúncia representará o encerramento do balneário por dois anos, além de provocar uma suspeição geral sobre as suas qualidades, mesmo depois das obras necessárias para resolver a questão. Isso causaria um transtorno para a cidade, que deixaria de lucrar com o turismo. Não denunciar o fato, contudo, vai contra os ideais de Stockmann.
A poluição das águas é usada como metáfora no drama de Ibsen para denunciar a sujeira na estrutura social daquela cidade — no governo, na imprensa, no comércio e na sociedade em geral. A insistência do Dr.Stockmann em fazer prevalecer a verdade torna-o persona non grata para a população, sobretudo ao defender a ideia de que os valores daquela cidade estão sustentados sobre a mentira e de que o povo não tem a razão, ou seja, a maioria não tem o monopólio da verdade. Ele torna-se um inimigo do povo e conta apenas com o apoio de sua família e de alguns poucos membros da comunidade, que passam a sofrer represálias por conta disso.  A convicção de Stockmann em relação à verdade, contudo, faz com que ele se mantenha firme em seus propósitos até ao fim, mesmo sabendo que seu relevante papel naquela comunidade jamais seria retomado.

## Estrutura e trama por atos
O drama de Ibsen é dividido em cinco atos, seguindo uma estrutura típica do drama realista do final do século XIX, que por sua vez herdara tal divisão do teatro do neoclassicismo.

### Primeiro ato
O primeiro desses atos ocorre na sala de estar da casa do Dr. Stockmann, e inicia-se com uma conversação entre a Sra. Stockmann, o prefeito Peter Stockmann — seu cunhado, irmão do Dr. Stockmann — e os dois membros do jornal local, Hovstad e Billing. Eles falam sobre as excelentes condições sanitárias do balneário, da paz e prosperidade que os banhos públicos trouxeram para a cidade e também do trabalho do Dr. Stockmann. Este chega à casa acompanhado do Capitão Horster, um oficial da Marinha Mercante. A conversa entre os dois irmãos revela a relação conflituosa existente entre eles, e a saída do prefeito dá espaço para que os presentes comentem sobre seu caráter. Ao final do primeiro ato, Ibsen apresenta o cerne do conflito: o Dr. Stockmann recebe uma carta na qual toma conhecimento de que suas suspeitas são fundadas — as condições sanitárias das águas que servem os banhos municipais são péssimas e o balneário precisa ser fechado; a notícia é recebida com entusiasmo pelo médico, que vê na sua descoberta um triunfo seu em defesa da saúde da população, e pelos jornalistas, que vêem na novidade mais uma possibilidade de minar o poder local.
Este primeiro ato tem funções semelhantes ao prólogo usado no teatro grego clássico; nele, há a apresentação da situação inicial e do espaço em que se passa a trama — sabe-se que a ação ocorrerá em um balneário no qual os banhos públicos são importante fonte de renda e a vida prospera por conta disso —, bem como do protagonista, mostrado inicialmente à platéia por meio das falas de personagens secundários. A chegada da carta funciona como uma mudança da fortuna, indicando fama e glória para o médico mas, ao mesmo tempo, antecipando para o público a situação trágica do drama.

### Segundo ato
Ainda que mantido o mesmo cenário do ato anterior, o problema lançado na trama pela carta recebida pelo Dr. Stockmann configura-se mais detalhadamente: ele e seu irmão entram em franco confronto — um pregando a necessidade de esclarecer a população sobre os perigos do uso daquelas águas, o outro lutando em defesa dos interesses municipais e do abafamento do caso. A discussão dos irmãos é antecipada por um diálogo entre o médico e seu sogro, o padrasto de sua esposa, Morten Kiil, cuja presença neste ato serve para corroborar suas ações futuras no desfecho da trama. Os jornalistas — e o dono do jornal, Aslaksen, afirmam seu apoio ao Dr. Stockmann e seu interesse em publicar um artigo do médico esclarecendo a situação à população. É neste segundo ato que o protagonista, Dr. Stockmann, é colocado no centro da situação trágica: sua decisão de divulgar os resultados de suas pesquisas sobre a qualidade da água no balneário é capaz de destruir a paz da pequena cidade.

### Terceiro ato
Em continuação ao que fora iniciado no segundo, trabalha a agudização do conflito: o Dr. Stockmann não mais se encontra no ambiente doméstico, mas em um local de domínio da esfera de trabalho — a redação do jornal “Mensageiro do Povo”, para onde se dirige no intuito de entregar seu artigo para publicação. A interferência de seu irmão e prefeito da cidade, contudo, marcará a mudança da fortuna para o médico: os jornalistas vêem-se impedidos de segui-lo diante da persuasão de Peter Stockmann e todos se voltam contra as ideias do médico, fazendo publicar um artigo do prefeito no qual ele condena as notícias que considera “infundadas e suspeitas” sobre as condições de higiene das águas.

### Quarto ato
A mudança apresentada no ato anterior representa também o início do isolamento do médico naquela sociedade, e encontrará no quarto ato seu clímax: a ação ocorre na sala da casa do Capitão Horster, cedida para abrigar a reunião dos cidadãos para deliberar sobre os destinos do balneário; os homens mais poderosos da cidade, representados pelo prefeito e pelo Sr. Aslaksen, tomam a palavra e propõem que o médico não seja ouvido. Dr. Stockmann toma da palavra, ainda assim, e denuncia o que chama de “envenenamento da vida moral” daquela cidade, o que faz com que seja declarado um “inimigo do povo” e rechaçado pela população. A cena resume, em grande parte, os temas centrais da peça: os conflitos entre individual e coletivo, entre razão e emoção, entre idealismo e pragmatismo e também entre a justiça e o poder.

### Quinto ato
O último ato representa, no ritmo da peça, uma nítida desaceleração em contraste com a agitação do ato precedente: de volta ao âmbito doméstico, Dr. Stockmann contabiliza as perdas materiais — a casa, desde a noite anterior, é alvo de vandalismo — e morais — os filhos que precisam sair da escola, a filha que perde o emprego de professora e ele mesmo que é demitido do cargo que ocupava no balneário — da contenda; ele recebe a visita do irmão (que vai comunicar a ele sobre a demissão), do sogro (que vai lhe dizer que comprara quase todas as ações dos Banhos Públicos com o dinheiro da herança da filha, Mrs. Stockmann) e dos jornalistas, que se oferecem para ajudá-lo em troca de dinheiro; o Dr. Stockmann rechaça-os a todos.
A reaparição do personagem Morten Kriil, padrasto de Mrs. Stockmann, no quinto ato, parece justificar-se apenas por uma necessidade de Ibsen em reforçar o caráter do Dr. Stockmann de colocar o idealismo e a verdade acima de quaisquer interesses materiais, visto que Kriil representa a força do capital e o que ele poderia representar de tentador ao herói para que este mudasse suas convicções.  A verossimilhança, contudo, é abalada pelo fato de que o Dr. Stockmann parece não ter qualquer dilema interior ao lidar com tal questão — as influências de sua luta pelo fechamento temporário dos banhos públicos na herança da esposa e dos filhos;  outro aspecto do quinto ato que de algum modo abala a verossimilhança da peça é a forma como o isolamento do médico e de sua família é resolvido pela intervenção externa à sociedade oferecida pela personagem do Capitão Horster, que lhe oferece a casa ao Dr. Stockmann e família quando todos na cidade lhes parecem segregar. Como um deus ex machina, sua entrada no quinto ato parece ter por função apenas oferecer uma alternativa ao protagonista, cujo mundo está mergulhado no caos.
Curiosamente, a solução que antes oferecia o capitão Horster para o desfecho da trama — uma evasão da família Stockmann rumo à América a bordo do navio em que ele trabalhava — é esvaziada pelo fato de o próprio oficial perder seu emprego por conta de seu envolvimento com o Dr. Stockmann, algo que igualmente parece inverossímil, mas que funciona no drama para que, dentro do sugerido conflito entre capital e moral, seja apresentado um final no qual o médico mantenha-se fiel às suas convicções. O autor, em verdade, deixa pouco a decidir para a platéia: Dr. Stockmann termina a ação otimista, decidido a enfrentar sozinho — em família — a cidade inteira dentro de sua certeza interior de que possui a verdade consigo. A solução é, assim, um retorno à harmonia, ainda que um estado de harmonia distinto daquele de paz e prosperidade apresentado no primeiro ato; mas tal solução representa uma harmonia possível diante do caos representado pelo quarto ato, no qual a massa sufoca e oprime o indivíduo.

## Características da obra

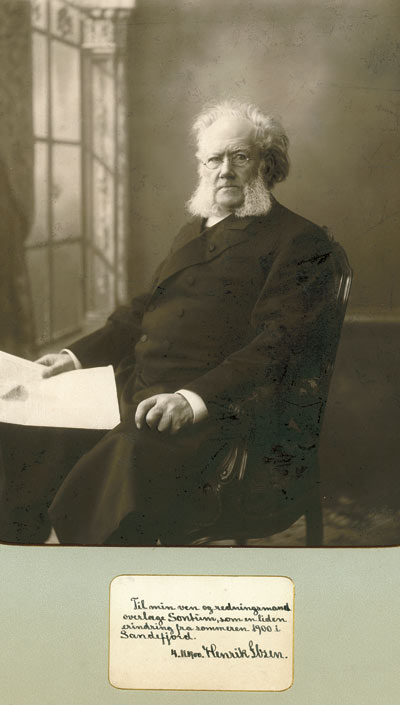
Ibsen, autor de "Um Inimigo do Povo", fotografado por Gustav Borgen em 1898

A peça Um Inimigo do Povo foi escrita por Ibsen na Itália, em 1882, após o escândalo causado por suas peças anteriores, Casa de Bonecas (Et Dukkehjem) e Espectros (Gengangere), e tem sido considerada por muitos como a sua peça mais polêmica e direta. Com uma grande coragem, Ibsen apresenta um desmentido integral de toda a sua obra anterior, que defendera a importância da “verdade absoluta”. Em Um Inimigo do Povo, Ibsen demonstra a capacidade de ver e analisar os dois lados da questão, colocando em dúvida a verdade incondicional, que tanto defendera em obras passadas, e  delineando um personagem dotado de traços idealistas. A peça tem grande impacto no palco, constituindo-se em uma “declaração de guerra do individualista à sociedade”. Apesar do pessimismo social, deixa antever, porém, uma vaga esperança da melhoria dos indivíduos e das instituições.

## Histórico
Ibsen começou a escrever Um Inimigo do Povo em 1882, e a peça foi concluída em Gossensass. A última parte foi enviada para Hegel, de Gossensass, em 9 de setembro de 1882.

## Primeira edição
Um Inimigo do Povo foi publicado em 28 de novembro de 1882, por Gyldendalske Boghandels Forlag (F. Hegel & Son), em Copenhague, com uma edição de 10000 exemplares.

## Estreia teatral
Ao contrário da peça anterior, Espectros, os teatros escandinavos competiram para a representação de Um Inimigo do Povo. A estreia foi no Christiania Theater, em Oslo, a 13 de janeiro de 1883, e foi dirigida por Johannes Brun, com Arnoldus Reimers como o Dr. Stockmann. Em seguida foi produzida no Den Nationale Scene, em Bergen (24 de janeiro), Svenska Teatern, em Helsingfors (5 de fevereiro), Stora Teatern, em Gotemburgo (27 de fevereiro), Dramaten, em Estocolmo (3 de março) e Det Kongelige Theater, em Copenhague (4 de março).

## Traduções em língua portuguesa[6]
- James Colby, a partir do norueguês. s.d.
- Duas traduções de autor desconhecido, s.d., Um inimigo do povo, e Um inimigo do povo: drama em 5 atos.
- Vidal de Oliveira, 1944, no livro Seis Dramas, da Editora Globo, Porto Alegre, juntamente com outras cinco peças de Ibsen (Coleção Biblioteca dos Séculos, 10). Essa tradução de Um inimigo do povo foi utilizada em três montagens: a primeira, dirigida por Renato Viana, no Rio de Janeiro, 1952; a segunda, dirigido por Walmir José, em Belo Horizonte, 1977; a terceira, dirigida por Marcelo Costa Farias, em Fortaleza, 1994. Em 1984, o texto foi reeditado pela Editora Globo, Porto Alegre, com estudo crítico de Otto Maria Carpeaux e prefácio do Conde Prozor.
- Hermilo Borba Filho, 1967, tradução e adaptação para a peça Um inimigo do povo, em Recife, sob sua direção.
- Beatriz Segall, sob o título Um inimigo do povo, em São Paulo, em 1969, sob direção de Fernando Torres.
- Domingos de Oliveira, para a peça sob sua direção, com o título de O inimigo do povo, encenada no Rio de Janeiro em 1997.
- Pedro Mantiqueira, 2001, como Um inimigo do povo, pela L&PM, Porto Alegre (Coleção L&PM Pocket, 229). Reimpressão em 2003.
- Carlos Carvalho, 2005, tradução livre para a peça Um inimigo do povo, em Recife.
- Francis Henrik Aubert - Peças escolhidas 3 (ao lado de Espectros / Casa de Bonecas / Os Pilares da Sociedade). Portugal: Livros Cotovia (Coleção Teatro), 2008, ISBN 978-972-795-265-6

## Montagens da peça no Brasil

### 1952
- Rio de Janeiro
- Produção: Teatro Escola Municipal
- Direção: Renato Viana

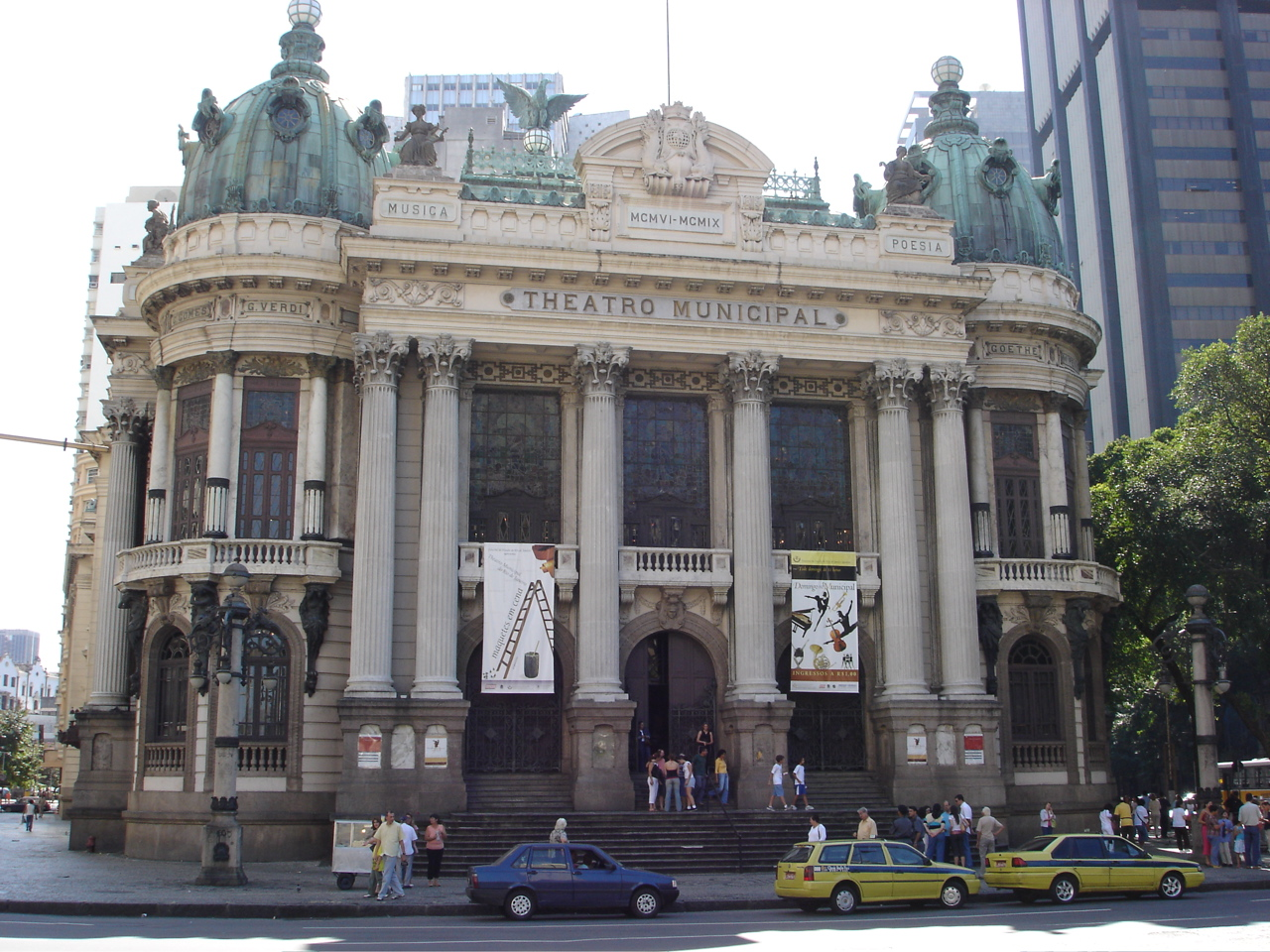
Teatro Municipal do Rio de Janeiro, onde a peça foi representada em 1952

- Elenco: Renato Viana, Luíza Barreto Leite, Tereza Raquel, Ivan Costa
- Estreia: Teatro Municipal do Rio de Janeiro, julho de 1952.

### 1967
- Recife
- Produção: Teatro Popular do Nordeste
- Direção: Hermilo Borba Filho
- Elenco: Maria Marques, Rubens Teixeira, Ivan Soares
- Estreia: janeiro de 1967

### 1969
- São Paulo/ Santos
- Direção: Fernando Torres
- Elenco: Beatriz Segall, Cláudio Correa e Castro, Sadi Cabral, Graça Melo, Serafim Gonzalez, Abrahão Farc
- Estreia: Theatro São Pedro, agosto de 1969. Levado para o Teatro Coliseu, em Santos, em outubro de 1969.

### 1977
- Belo Horizonte
- Produção: Grupo Teatro AMI
- Direção: Walmir José
- Elenco: Marina Miranda, Rômulo Duque, Geraldo Magela,Elton Bois,João Manuel,Roberto Torido e MIGUEL REZENDE no Papel de Dr. Stockaman
- Estreia: Teatro da AMI, maio de 1977

### 1978
- Santo André
- Produção: Grupo Jambaí
- Direção: Hamilton Saraiva
- Estreia: Teatro Municipal de Santo André, janeiro de 1978

### 1983
- Rio de Janeiro
- Direção: Domingos de Oliveira
- Elenco: Domingos de Oliveira, Clemente Viscaino, Soili Eich
- Estreia: Teatro Cândido Mendes, dezembro de 1983.

### 1985
- Florianópolis
- Produção: Grupo Entre Atos e Retratos
- Direção: Vera Collaço
- Elenco: Jaime Báu, Cláudia Holetz, Graziela Nunes
- Estreia: Teatro da UFSC, dezembro de 1985.

### 1993
- Porto Alegre
- Produção: Fernando Strehlau
- Direção: Dilmar Messias
- Elenco: Araci Esteves, Luiz Carlos de Magalhães, Raul Machado, Sergio Ilha, Daniela Carmona, Regius Brandão, Jaqueline Pinzón, Meme Menegueti e Walmor Borges.
- Estreia: Teatro de Câmara, 4 de junho de 1993.

### 1994
- Fortaleza
- Produção: Grupo Balaio
- Direção: Marcelo Farias Costa
- Elenco: Socorro de Carvalho, Enrique Costa, Marcelo Farias Costa
- Estreia: Teatro do IBEU, maio de 1994.

### 1997
- Rio de Janeiro
- Produção: Casa da Gávea
- Direção: Domingos de Oliveira
- Tradução e adaptação: Domingos de Oliveira
- Elenco: Paulo Betti, Antônio Grassi, Giuseppe Oristânio, Vera Fajardo
- Estreia: Casa da Gávea, maio de 1997. Levada para o Teatro Abel, em Niterói, em agosto de 1997. Em março de 1998 foi para São Paulo no Teatro Sérgio Cardoso.

### 2005
- Recife
- Direção: Carlos Carvalho
- Elenco: Carlos Lira, Fátima Aguiar
- Estreia: Teatro Apolo, em maio de 2005. Levada para o Teatro de Santa Isabel também em Recife, em agosto de 2005.

### 2011
- Belo Horizonte
- Direção: Walmir Jose
- Elenco: Jeferson Fonseca, Geraldo Peninha, Ana Amelia, Bianca Tocafundo , J.Bueno, Marcio Miranda ,Beto Plascides, Olavo de Castro e Luiz Hermidas.
- Produção: RÔMULO DUQUE e MARISIA DO PRADO
- Estreia: [TEATRO MARILIA] A partir dia 12 Novembro.

### 2013
- Tiradentes
- Direção: Suzane Flag
- Elenco: Marta Lima, Suzane Flag e Pedro Matos.

- São Paulo
- Produção: Schaubühne (Berlim)
- Direção: Thomas Ostermeier
- Estreia: SESC Pinheiros - Apenas três sessões nos dias 27, 28 e 29 de setembro de 2013.[7]

### 2016
- São Paulo
- Direção: Kléber Montanheiro
- Elenco: Adriano Merlini, Bruna Longo, Gabriel Hernandes, Gabriela Segato, Heloísa Maria, Luiza Torres e outros.
- Estreia: Espaço Cia da Revista em maio de 2016.

2022
- São Paulo
- Direção: José Fernando Peixoto de Azevedo
- Elenco: Augusto Pompeo, Cesar Baccan, Clara Carvalho, Lilian  Regina, Lucas Scalco, Raphael Garcia, Rodrigo Scarpelli, Rogério Brito, Sérgio Mastropasqua, Tatah Cardozo e Thiago Liguori.
- Estreia[8]: Teatro Aliança Francesa em abril de 2022.

## Televisão[6]

### Por Amor a Minha Cidade
- Adaptação de Um inimigo do povo, exibido no programa “4 no Teatro”, da TV Globo, Rio de Janeiro, em 1965
- Direção e adaptação: Flávio Rangel
- Elenco: Vanda Lacerda, Yoná Magalhães, Paulo Padilha, Sérgio Britto.